# قائمة المساجد في فلسطين
تُعدّ فلسطين من أقدم المناطق الإسلامية في العالم؛ إذ وصلها الإسلام بعد الفتح الإسلامي في عهد عمر بن الخطاب. ونظيراً لذلك فقد انتشرت المساجد في تلك البقعة من الأرض وتنوعت تواريخ إنشائها وطرق بنائها وتصميمها، تبعاً للعهد الذي بُنيت فيه.

## الضفة الغربية

### محافظة القدس
| اسم المسجد                           | صورة المسجد                  | المدينة                               | سنة الإنشاء                                                          | ملاحظات |
| ------------------------------------ | ---------------------------- | ------------------------------------- | -------------------------------------------------------------------- | --- |
| قبة الصخرة                           |                              | البلدة القديمة، مدينة القدس           | سنة 66 هـ / 685 م                                                    | |
| المصلى القبلي                        |                              | البلدة القديمة، مدينة القدس           | سنة 15 هـ / 636 م                                                    | |
| مسجد البراق                          |                              | البلدة القديمة، مدينة القدس           |                                                                      | أعيد بناؤه بشكله الحالي في الفترة المملوكية عام 707 ـ737هـ الموافق 1307ـ 1336م. |
| المصلى المرواني                      |                              | البلدة القديمة، مدينة القدس           |                                                                      | بعد تحرير المسجد الأقصى في عهد صلاح الدين الأيوبي، أعاد المصلى المرواني إلى استعماله السابق باعتباره تسويةً ومخزنًا. وبقي الأمر كذلك حتى عام 1996، حيث تم افتتاحه كمُصلّى.                                  |
| مصلى الأقصى القديم                   |                              | البلدة القديمة، مدينة القدس           |                                                                      | رُمم عام 1927 بتمويل من الملك فاروق من مصر، وقد كان هذا المصلّى مغلقًا لا يُفتح إلا في حالات الضروري حتى عام 1998، حيث تم تنظيفه وإعداده ليكون مكانًا ملائمًا للصلاة، وهو يتّسع لحوالي 1000 مصلّ.               |
| مسجد المغاربة                        |                              | البلدة القديمة، مدينة القدس           |                                                                      | قيل أنّ أوّل من بناه هو صلاح الدين الأيوبي سنة 590 هـ الموافق 1193، وكانت تُقام فيه الصلاة على المذهب المالكي. منذ عام 1928 استعمل كقاعة عرض لأغراض المتحف الإسلامي الذي نُقل من الرباط المنصوري.           |
| مسجد الخانقاة الصلاحية               |                              | البلدة القديمة، مدينة القدس           |                                                                      | يُعتقد أن صلاح الدين الأيوبي هو من بناه بعد معركة حطين. |
| مسجد عمر بن الخطاب                   |                              | البلدة القديمة، مدينة القدس           |                                                                      | شيد مسجد عمر في شكله الحالي من قبل الأفضل بن صلاح الدين في عام 1193 ميلادي، وتم تجديده من قبل السلطان العثماني عبد المجيد الأول (1839-1860).                                                            |
| مسجد اليعقوبي، يسمى أيضاً مسجد العسلي | [[:ملف:Yaakubimosque.jpg\|]] | البلدة القديمة، مدينة القدس           |                                                                      | يعود تاريخ بناءه إلى الفترة الممتدة من القرن السابع حتى القرن الثامن. يعتقد أنه كان من المباني الرومانية القديمة قبل تحويله إلى مسجد في عهد صلاح الدين الأيوبي. يحيط به كنيسة بروتستانتية.[بحاجة لمصدر] |
| مسجد عابدين                          |                              | حي وادي الجوز، مدينة القدس            |                                                                      | قام ببنائه الاخوين عبد المحسن وعمر عابدين عام 1939. |
| مسجد الشيخ لولو                      |                              | الحي الإسلامي، البلدة القديمة، القدس  | وقفه بدر الدين لؤلؤ غازي عام 1373.                                   | وقفه بدر الدين لؤلؤ غازي عام 1373. |
| جامع القلعة                          |                              | يقع إلى الجهة الغربية من مدينة القدس. | أنشأه السلطان المملوكي الناصر محمد بن قلاوون (741-709هـ/1340-1309م). | أنشأه السلطان المملوكي الناصر محمد بن قلاوون (741-709هـ/1340-1309م). |
| مسجد قلاوون                          |                              | باب الجديد، البلدة القديمة، القدس     | شيده ووقفه في سنة (686هـ/1287م)                                      | ينسب إلى مؤسسه وواقفه السلطان المملوكي الملك المنصور سيف الدين قلاوون. |
| مسجد سويقة علون                      |                              | سويقة علوان، البلدة القديمة، القدس    |                                                                      | تم ترميمه حديثا، ولا يوجد للمسجد مئذنة. |

### محافظة الخليل
| اسم المسجد          | صورة المسجد | المدينة      | سنة الإنشاء | ملاحظات |
| ------------------- | ----------- | ------------ | ----------- | --- |
| المسجد الإبراهيمي   |             | مدينة الخليل |             | ترجع أساسته لعهد هيرودس الأدومي في فترة حكمه للمدينة (37 ق.م - 7 ق.م). بعدها قام الرومان ببناء كنيسة في مكانه، ثمّ هُدمت بعد أقل من 100 عام على يد الفرس، لتتحوّل بعدها إلى مسجد في العصور الإسلامية الأولى. ومع احتلال الصليبيين للمنطقة، بُني مكان المسجد كنيسة كاتدرائية، ما لبثت أن تحوّلت مرة أخرى لمسجد بعد تحرير صلاح الدين الأيوبي لفلسطين عام 1187. |
| مسجد الشيخ علي بكاء |             | مدينة الخليل |             | |
| جامع العمري         |             | دورا         |             | |

### محافظة جنين
| اسم المسجد    | صورة المسجد | المدينة    | سنة الإنشاء         | ملاحظات                          |
| ------------- | ----------- | ---------- | ------------------- | -------------------------------- |
| الجامع الكبير |             | مدينة جنين | سنة 974 هـ / 1566 م | مسجد أثري يعود للحقبة العثمانية. |

### محافظة نابلس
| اسم المسجد            | صورة المسجد | الموقع                    | سنة الإنشاء | ملاحظات |
| --------------------- | ----------- | ------------------------- | ----------- | --- |
| الجامع الصلاحي الكبير |             | مدينة نابلس               |             | شيد في الأصل ككنيسة صليبية سنة 1167 م، حول إلى مسجد بعد الفتح الإسلامي في عهد صلاح الدين الأيوبي، وشهد عدة تجديدات وإضافات خلال العهد الأيوبي والمملوكي والعثماني والعهد الحديث. تعرض جزء كبير منه للدمار في زلزال 1927. |
| المسجد الحنبلي        |             | مدينة نابلس               |             | بني في عهد السلطان العثماني سليمان بن عثمان. |
| جامع الخضراء          |             | مدينة نابلس               |             | بُني على أنقاض موقع أثري قديم تعود أصوله إلى العصر الحجري الحديث. أقام الرومان عليه بناء بازيليكا. بداية الفتح الإسلامي للمدينة، شيد مسجد فوق المكان المهدم، إلا أنه حول إلى كنيسة خلال الفترة الصليبية. بعد الفتح الإسلامي في عهد صلاح الدين الأيوبي أزال الكنيسة، ليعاد بناء المسجد زمن السلطان سيف الدين قلاوون المملوكي. |
| جامع النبي يحيى       |             | بلدة سبسطية، محافظة نابلس |             | بناه صلاح الدين الأيوبي بعد معركة حطين. |
| جامع النصر            |             | مدينة نابلس               |             | كان بالأصل كنيسة بيزنطية، بعد الفتح الإسلامي في عهد صلاح الدين، تحولت الكنيسة إلى مسجد خلال عهد المماليك. تعرض المسجد للدمار في زلزال نابلس 1927، وأعيد بناؤه عام 1935. |

### محافظة قلقيلية
| اسم المسجد                           | صورة المسجد | الموقع                                       | سنة الإنشاء | ملاحظات                                                |
| ------------------------------------ | ----------- | -------------------------------------------- | ----------- | ------------------------------------------------------ |
| المسجد العمري أو مسجد قلقيلية القديم |             | البلدة القديمة، قلقيلية                      |             |                                                        |
| مسجد علي بن ابي طالب                 |             | السوق المركزي، قلقيلية                       | 1961م       |                                                        |
| مسجد أبي عبيدة عامر بن الجراح        |             | حي كفر سابا، مدينة قلقيلية                   | 1978م       |                                                        |
| مسجد ابي بكر الصديق                  |             | شارع نابلس، مدينة قلقيلية                    | 1985م       |                                                        |
| مسجد محمد الفاتح                     |             | مدخل قلقيلية الشرقي، حي صوفين، مدينة قلقيلية | 2011م       | مسجد حديث الإنشاء، مصمم على الطريقة العثمانية القديمة. |

### محافظة بيت لحم
| اسم المسجد         | صورة المسجد | المدينة                              | سنة الإنشاء | ملاحظات |
| ------------------ | ----------- | ------------------------------------ | ----------- | --- |
| مسجد بلال بن رباح  |             | طريق بيت لحم - الخليل، مدينة بيت لحم |             | يعتقد أن نبي الله يعقوب قد مرّ في القرن السابع عشر قبل الميلاد بطريق الخليل عندما ماتت زوجته راحيل عند مدخل بيت لحم، فقرر دفتها وبناء قبر هرمي هناك. وقد تحوّل القبر بعد الفتح الإسلامي لفلسطين إلى مُصلّى إسلامي يُعتقد أن بلال بن رباح أذّن فيه. عام 2005، أقامت الجيش الإسرائيلي حاجز عسكري أُطلق عليه اسم حاجز قبة راحيل (أو حاجز 300 العسكري). |
| مسجد عمر بن الخطاب |             | ميدان كنيسة المهد، مدينة بيت لحم     |             | شيد المسجد عام 1860م على أرض تقدمت بها الكنيسة الأرثوذكسية اليونانية. |

### محافظة طولكرم
| اسم المسجد         | صورة المسجد | المدينة                        | سنة الإنشاء                                                                                                   | ملاحظات                                                      |
| ------------------ | ----------- | ------------------------------ | --- | ------------------------------------------------------------ |
| مسجد عمر بن الخطاب |             | البلدة القديمة في مدينة طولكرم | بُني المسجد مُنذ زمن دولة الخلافة الراشدة، وفي عام 1892 أعيد بناء المسجد بالكامل بشكله الحالي القائم حتى اليوم. | أحد أقدم مساجد فلسطين، وأقدم وأول مسجد أُقيم في مدينة طولكرم. |

## قطاع غزة

### محافظة شمال غزة
| اسم المسجد | صورة المسجد | المدينة   | سنة الإنشاء | ملاحظات |
| ---------- | ----------- | --------- | ----------- | --- |
| مسجد النصر |             | بيت حانون |             | بناه الأمير شمس الدين سنقر سنة 637 ه، بعد انتصار المسلمين على الفرنجة في معركة بيت حانون. دمر الاحتلال المسجد عام 2006. |

### محافظة غزة
| اسم المسجد           | صورة المسجد | المدينة                | سنة الإنشاء                               | ملاحظات |
| -------------------- | ----------- | ---------------------- | ----------------------------------------- | --- |
| مسجد الأيبكي         |             | حي التفاح، مدينة غزة   | أنجز بناءه أواخر القرن الثالث عشر للميلاد | |
| المسجد العمري الكبير |             | مدينة غزة              |                                           | سنة 1149م، بنى الصليبيون كاتدرائية، ولكن الأيوبيين دمروا معظمها عام 1187م، ثم أعاد المماليك بناء المسجد في وقت مبكر منالقرن الثالث عشر الميلادي، ولكن المغول قاموا بتدميره في عام 1260م، لكن سرعان ما استعاده المسلمون، ودُمِّر مرة أخرى بعد وقوع زلزال ضرب المنطقة في نهاية القرن الثالث عشر. في القرن السادس عشر، أعاد العثمانيون بناء المسجد العمري الكبير |
| مسجد علي بن مروان    |             | حي الشجاعية، مدينة غزة |                                           | |
| جامع ابن عثمان       |             | حي الشجاعية، مدينة غزة |                                           | أنشأ على مراحل متعددة أثناء العصر المملوكي بناه أحمد بن عثمان |
| مسجد المحكمة         |             | حي الشجاعية، مدينة غزة |                                           | |
| مسجد السيد هاشم      |             | حي الدرج، مدينة غزة    |                                           | يقال أن المماليك هم من أنشأه، وقد جدده السلطان عبد المجيد العثماني سنة 1266 هـ / 1830م. |